# Koldo Olabarri
Koldo Abando Olabarri (Bilbao, Vizcaya, 19 de noviembre de 1992), conocido como Koldo Olabarri, es un actor español de cine, teatro y televisión.

## Biografía
Su formación de actor empezó a la edad temprana de 10 años en La Fundición (Bilbao). Se formó en artes escénicas e interpretación en la escuela superior de artes escénicas Ánima Eskola donde cursó los estudios superiores de arte dramático con David Valdelvira, Marina Shimanskaya y Algis Arlauskas, formándose como actor de método, bajo la metodología Stanislavsky-Vajtángov-M.Chéjov-Meyerhold (método ruso). Allí coincidió con la actriz Ainhoa Artetxe, junto con la que estudió.
También se formó con el director de teatro argentino Juan Carlos Corazza. Completó su formación en el Estudio Di Pace de Madrid y en teatro musical con Itziar Lazkano.
En el año 2010 interpretó la obra Sombras de los antepasados olvidados, dirigida por David Valdelvira y escenificada en el Teatro Campos Elíseos. La obra fue premiada con el Premio Buero Vallejo (2011), en la VIII edición de los premios.
En el año 2011 interpretó la obra ¿Verdad que seremos para siempre?, una producción dirigida por Marina Shimanskaya y escenificada en el Teatro Campos Elíseos, con Ainhoa Artetxe entre otros miembros del reparto.
En 2012 participó en la producción Un día cualquiera en Moulin Rouge, una comedia musical escrita y dirigida por el director de escena David Valdelvira y escenificada en el Teatro Campos Elíseos, junto a Ainhoa Artetxe entre otros miembros del reparto. La obra tuvo muy buena acogida y se llevó a distintos teatros en los años 2012 y 2013. La producción teatral fue premiada con el Premio Buero Vallejo (2013), en la X edición de los premios.
En el año 2016 entró a formar parte de la compañía de teatro joven de Pabellón 6 de Bilbao, con la que escenificó la obra Romeo y Julieta dirigida por Ramón Barea, con Ainhoa Artetxe y Nerea Elizalde también entre el reparto.
En 2024 se unió al reparto de la serie hispano-argentina Bellas artes.

## Trabajos
Entre los trabajos de Koldo Olabarri:

### Cine
- 2021: Competencia Oficial Dir. Mariano Cohn & Gastón Duprat
- 2020: Tres veces (Cortometraje) Dir. Paco Ruiz
- 2018: Ane (Cortometraje) Dir. David Pérez Sañudo
- 2018: Cuando dejes de quererme Dir. Igor Legarreta
- 2017: Versus (Cortometraje) Dir. Demetrio Elorz
- 2015: Playa de las Mujeres (Cortometraje) Dir. Iñigo Cobo
- 2013: Por un puñado de besos Dir. David Menkes
- 2012: Agua! (Cortometraje) Dir. Mikel Rueda
- 2010: (d)efecto (Cortometraje) Dir. Gotzon Aurrekoetxea
- 2010: Yerba (Cortometraje) Dir. Javier Hernández

### Televisión
- 2024: Bellas artes - Movistar Plus+ y Star+
- 2020: Altsasu
- 2020ː El Ministerio del Tiempo - La 1
- 2020: Vamos Juan - TNT (España)
- 2016/2018: Centro Médico - La 1
- 2016: Beta (WebSerie) Dir. Aitzol Saratxaga
- 2015: Eskamak Kentzen - ETB1
- 2014: Bienvenidos al Lolita - Antena 3
- 2012: Goenkale - ETB1
- 2012: Bi eta Bat - ETB1

### Teatro
- 2018: El Último Habsburgo Dir. David Caíña, Elena Vaio
- 2017: Obabakoak Dir. Calixto Bieito producción del Teatro Arriaga
- 2016-2018: Chichinabo Cabaret Dir. Felipe Loza
- 2016-2017: Romeo y Julieta Dir. Ramón Barea
- 2016-2017: Triple Salto/Jauzi Hirukoitza Dir. Miguel Olmeda
- 2015: Planteamiento, Nudo y Desenlace' Dir. Itziar Lazkano
- 2014: Romeo y Julieta Dir. Victoria Di Pace
- 2014: Egun Berri Bat' Dir. Galder Perez
- 2012: Un día cualquiera en el Moulin Rouge Dir. David Valdelvira (Premio Buero Vallejo 2013)
- 2011: ¿Verdad que seremos para siempre? Dir. Marina Shimanskaya
- 2010: Sombras de los antepasados olvidados Dir. David Valdelvira (Premio Buero Vallejo 2011)[3]

## Premios y nominaciones

### Premios Buero Vallejo
| Año  | Categoría                                       | Por                                  | Resultado |
| ---- | ----------------------------------------------- | ------------------------------------ | --------- |
| 2013 | Mejor montaje/producción/representación teatral | Un día cualquiera en el Moulin Rouge | Ganadores |
| 2011 | Mejor montaje/producción/representación teatral | Sombras de los antepasados olvidados | Ganadores |